# Horriwil
Horriwil is een gemeente en plaats in het Zwitserse kanton Solothurn en maakt deel uit van het district Wasseramt.
Horriwil telt 833 inwoners.